# Scorpion (Mortal Kombat)
Scorpion è un personaggio immaginario della serie di videogiochi Mortal Kombat.

## Caratteristiche
Scorpion, pseudonimo di Hanzo Hasashi (nome confermato in Mortal Kombat X), è un non-morto errante che conduce la propria esistenza divorato dall'ira e tormentato dal dolore; Scorpion morì a causa del Sub-zero originale, per poi venire resuscitato dallo stregone Quan-chi che, in cambio di una nuova vita, gli chiese di essere il suo fidato e fedele servitore. Scorpion però voleva soprattutto vendicarsi di Sub-zero e alla fine ci riuscì, uccidendo il suo arci-nemico. Il fratello minore di Sub-Zero però assunse le vesti e il nome del fratello maggiore, e giurò vendetta nei confronti di Scorpion. Essendo stato oggetto di molte macchinazioni e cospirazioni, Scorpion non ha alleati e diffida di chiunque si presenti come tale.
Egli è un ninja e la sua abilità particolare è l'utilizzo del kunai, con il quale afferra oppure uccide gli avversari; l'arma spesso brandita da Scorpion è una katana, la "Mugai Ryu".
I tratti distintivi del personaggio sono gli indumenti da ninja di colore oro e nero; esteriormente appare un giovane uomo dalla statura media, la carnagione media e occhi senza pupille, ed è ignoto se abbia capelli e di che colore. Sotto questo aspetto si cela un corpo ormai scheletrito, con un teschio avvolto dalle fiamme.
In Mortal Kombat X, Scorpion viene liberato dalla magia di Quan-Chi e appare come un uomo giovane, con caratteristiche orientali, barbuto e con la coda di cavallo. In Mortal Kombat 11, egli mantiene pressappoco le stesse caratteristiche.

## Storia
(Scorpion in Mortal Kombat (2011))

### Prima linea temporale

#### A capo tra gli eventi diMortal Kombat(1992),Mortal Kombat IIeUltimate Mortal Kombat 3
Nato in un piccolo villaggio del Giappone come Hanzo Hasashi, Scorpion era il capo del clan ninja Shirai Ryu. Prima del torneo del primo Mortal Kombat (1992), era stato assassinato da Bi-Han, l'originale Sub-Zero, esponente del clan ninja Lin Kuei, da tempo immemorabile avversario dello Shirai Ryu. Scorpion resuscita nel Regno Occulto (Netherrealm), dove apprende di non essere più un umano e, quando torna nel Regno della Terra (Earthrealm), scopre che anche la sua famiglia e il suo clan sono stati trucidati; immediatamente pensa che il responsabile della loro morte sia Sub-Zero e comincia così a dargli un'efferata caccia. Alla fine del primo Mortal Kombat riesce a uccidere il suo rivale. In seguito viene a sapere che Sub-Zero parteciperà anche al secondo torneo indetto da Shao Kahn nel Regno Esterno (Outworld), così decide di partecipare anche lui per fare chiarezza, ma capisce che non è lo stesso Sub-Zero quando lo vede risparmiare un guerriero sconfitto. Una volta scoperto che il nuovo Sub-Zero è Kuai Liang, fratello minore di Bi-Han, Scorpion si sente in colpa per aver privato il giovane Lin Kuei della sua famiglia e, per fare ammenda, decide di vegliare sul nuovo Sub-Zero come suo protettore. Infatti, quando Shao Kahn invade il Regno della Terra, inizialmente Scorpion accetta di far parte del suo esercito ma decide di tradirlo quando scopre che Sub-Zero è tra i guerrieri della fazione opposta.

#### Mortal Kombat 4
Durante l'invasione di Shinnok, signore del Regno Occulto, Scorpion diventa il secondo comandante delle sue armate; inoltre Quan Chi gli rivela che a uccidere la sua famiglia è stato proprio il giovane Sub-Zero. Scorpion allora rompe la sua promessa e, poco dopo la caduta del Dio Anziano, attacca il giovane Lin Kuei. Subito dopo però Scorpion scopre che era lo stesso Quan Chi l'artefice della distruzione del suo clan e della sua famiglia: i due si affrontano e Quan Chi sembra inizialmente avere la meglio, poiché esilia il nemico nell'ultimo girone infernale del Regno Occulto; ma, proprio all'ultimo istante, Scorpion afferra lo stregone per i piedi e lo trascina con sé nelle viscere del Regno Occulto.

#### Mortal Kombat: Deadly AllianceeMortal Kombat: Deception
Scorpion insegue Quan Chi per tutto l'inferno, ma ne perde le tracce, e viene poi a sapere che lo stregone si è alleato con Shang Tsung formando l'Alleanza Mortale. Scorpion fugge dal Regno Occulto e decide di trovare ed uccidere Quan Chi ma, arrivato al Vortice delle Anime (Soulnado), viene attaccato dai due oni del Regno Occulto, Drahmin e Moloch venuti a catturare i due fuggiaschi; questi, non potendo sconfiggere Scorpion, lo gettano nel Vortice delle Anime, la cui purezza distrugge il corpo infernale di Scorpion. Viene tratto in salvo dagli dei Anziani e trasformato nel loro campione per aiutarli nella lotta contro il redivivo Onaga; come ricompensa per quando riuscirà ad uccidere il re dragone, Scorpion chiede in cambio la resurrezione del suo clan.

#### Mortal Kombat: Armageddon
Si scopre che gli Dei Anziani hanno fatto tornare in vita i membri dello Shirai Ryu, ma come zombi: questo perché, probabilmente, Shujinko ha ucciso Onaga anticipando Scorpion il quale, tecnicamente, ha fallito la sua missione. Scorpion allora giura vendetta contro gli Dei Anziani e viene successivamente arruolato da Daegon per uccidere il fratello Taven. Scorpion accetta, nella speranza che Taven non riesca a impedire l'Armageddon, che causerà la morte degli Dei Anziani, ma anche questa impresa fallisce. Nel suo epilogo, egli sconfigge Blaze e fa ritornare in vita suo figlio, sua moglie ed il suo clan. Ma, all'improvviso, compare Quan Chi che rapisce suo figlio e lo porta nel Regno Occulto con un portale. Scorpion dice al clan che non avrà riposo finché non ritroveranno suo figlio ed uccideranno Quan Chi.

### Seconda linea temporale

#### Mortal Kombat(2011)
Nella storia di Mortal Kombat (2011), ambientata nella nuova timeline, cambiano le origini di Scorpion che in questa versione dei fatti è stato resuscitato da Quan Chi, probabilmente in cambio dei suoi servigi. Il ninja spettrale cerca vendetta nei confronti di Bi-Han/Sub-Zero, colpevole di averlo ucciso e di aver distrutto il clan degli Shirai Ryu. Al torneo di Shang Tsung, Scorpion sconfigge Kung Lao e Nightwolf; successivamente Raiden, che ha visto nel futuro quali conseguenze porterebbe la morte di Sub-Zero, convince Scorpion a non ucciderlo e per alleviare la sua sofferenza gli promette che chiederà agli Dei Anziani di resuscitare il suo clan. Scorpion decide di mantenere la promessa ma finisce invischiato in uno scontro con altri due Lin Kuei, Cyrax e Sektor, per poi affrontare lo stesso Sub-Zero che lo aveva precedentemente schernito. Lo scontro tra i due avviene nel Regno Occulto dove Scoprion, inizialmente è disposto a risparmiare la vita del rivale, fino a che Quan Chi gli mostra, tramite delle visioni, cosa ha fatto il Lin Kuei al suo clan (anche se in realtà le visioni sono false). Così Scorpion, accecato dalla rabbia, si sfila la maschera e, mostrando il teschio avvolto dalle fiamme, lo attacca fino a renderlo solo polvere, in seguito riappare con il teschio di Bi-Han in mano. Successivamente compare, insieme a Quan Chi, come uno degli ultimi avversari di Liu Kang durante il torneo e viene sconfitto dal giovane shaolin. Apparirà nel secondo torneo evocato da Quan Chi per affrontare Kuai Liang, il secondo Sub-Zero ma verrà sconfitto; inoltre a differenza dei giochi precedenti, non sembra provare alcuna empatia per il suo avversario. Rimane poi assente per quasi metà della modalità storia, per poi ricomparire solo alla fine del gioco quando Raiden visita il Regno Occulto per negoziare con Quan Chi, e viene sconfitto dal Dio del Tuono, che gli rinfaccia i suoi errori.
Nel suo finale, Scorpion sconfigge Shao Kahn e torna nel luogo in cui sorgeva il suo clan. Qui, le anime della sua gente gli indicano il vero responsabile della loro morte e tornato nel Netherrealm trascinano al suo cospetto nientemeno che Quan Chi (e nella modalità storia Sub-Zero prima di morire dirà che quello nelle visioni non era lui). Furibondo, Scorpion lo uccide senza pietà portando così a termine la sua vendetta.

#### Mortal Kombat X
Durante l'invasione del Regno Occulto, due anni dopo gli eventi del gioco precedente, Scorpion è ancora al servizio di Quan Chi e Shinnok, insieme ai guerrieri deceduti nel precedente capitolo (ritornati in vita come Revenant). All'inizio del gioco insieme al revenant Sub-Zero attacca l'elicottero delle forze speciali su cui viaggiano Sonya Blade, Johnny Cage e Kenshi, ma viene in seguito sconfitto dall'attore. Raiden e i suoi alleati riescono a impedire l'ascesa del dio caduto imprigionandolo nel suo amuleto e poco dopo Johnny e Sonya inseguono Quan Chi nella sua fortezza. Mentre Scorpion viene sconfitto da Sonya, Cage viene ferito mortalmente dal revenant Jax. Lo stregone intende quindi trasformare anch'egli in uno spettro a suo servizio, ma Raiden, aiutato da Sonya Blade che sconfigge il malefico stregone, riesce ad invertire l'incantesimo; l'onda d'urto generatasi in quel momento rigenera i corpi di Scorpion, Sub-Zero e Jax, riportandoli in vita. In questa scena (così come in alcuni dialoghi del gioco successivo), viene erroneamente identificato come un revenant anche se tecnicamente è uno spettro ("spectre" in originale).
Hanzo Hasashi, finalmente libero (e mantenendo comunque il potere del fuoco), abbandona per sempre il nome di Scorpion e ricostruisce il clan degli Shirai Ryu, grazie anche all'aiuto di Kenshi, che gli affida suo figlio Takahashi Takeda per essere addestrato. Su invito di Kuai Liang, ora Gran Maestro del Lin Kuei, si reca in visita nel suo tempio per stipulare un accordo di pace. Subisce un'imboscata dalla sua allieva Frost, e Hanzo, credendo che il Lin Kuei sia ancora senza onore, attacca Sub-Zero. Ma dopo averlo sconfitto, si scopre che Kuai Lang non l'aveva attirato apposta in un'imboscata, ma era semplicemente un attacco (anche di rabbia e di gelosia) da parte di Frost. A confermare ciò, Sub-Zero congela Frost proprio quando l'allieva stava attaccando Hanzo alle spalle. Sub-Zero racconta come abbia distrutto Sektor e i suoi cyber ninja e di come abbia scoperto, tramite i dati in memoria di quest'ultimo, che fu Quan Chi a distruggere lo Shirai Ryu. Il Gran Maestro infatti, chiese come pagamento lo sterminio del clan di Scorpion per il recupero della mappa del tempio degli elementi da parte di Bi-Han, il primo Sub-Zero. I due ninja, quindi, decidono di mettere da parte le divergenze loro e dei loro rispettivi clan, e di lavorare insieme per proteggere la terra e servire il bene. Ma adesso il sentimento di vendetta di Hanzo è troppo forte.
Quando Jax Briggs sconfigge le guardie del corpo di Quan Chi e lo cattura, Hanzo arriva alla base delle Forze Speciali dove si trova lo stregone. Egli sconfigge Sonya e Johnny, che tentano di impedirgli di prendere Quan Chi. Hanzo lo prende, gli rinfaccia la morte della sua famiglia, la sua vendetta deviata e l'estinzione del suo clan, e dopo averlo umiliato, viene raggiunto da D'Vorah; nonostante questa lo ferisca, egli riesce comunque ad uccidere Quan Chi decapitandolo. Questo gesto avventato non solo fa sfumare ogni possibilità di riportare in vita Liu Kang e gli altri guerrieri morti nella guerra contro Shao Kahn, ma, inconsapevolmente, ha anche permesso allo stregone di liberare Shinnok dall'amuleto prima di esalare l'ultimo respiro. Shinnok, ritornato libero, mette fuori gioco tutti i presenti, compreso Scorpion, senza alcuna difficoltà, per poi dirigersi, insieme ai suoi guerrieri revenant (tra cui Liu Kang, Kitana, Kung Lao, e Sindel) al Tempio del Cielo, dove si trova Raiden e anche il Jinsei.
Nel finale arcade, troviamo Hanzo intento a darsi la morte tramite harakiri, distrutto dal senso di colpa per il ruolo avuto nel ritorno di Shinnok. La sua sete di vendetta infatti aveva quasi portato la terra alla distruzione. Tuttavia Raiden ferma la sua mano, proponendogli un'alternativa più costruttiva. Infonde nel ninja una piccola parte dell'energia del Jinsei, collegandolo ad esso. Scorpion e il suo clan, d'ora in avanti, avranno il compito di proteggere il Jinsei e la Terra per sempre.

#### Mortal Kombat 11
Il Maestro Hanzo Hasashi combatte in prima linea con Sub-Zero per difendere il Regno della Terra dalla minaccia di Kronika. Tuttavia quest'ultima arruola fra le sue file uno Scorpion proveniente dal passato, ancora sotto forma di spettro, al quale promette la resurrezione del vecchio Shirai Ryu, nonché di sua moglie e suo figlio. Lo Scorpion passato compare per la prima volta assieme al revenant di Jade nell'Accademia Wu Shi degli Shaolin, dove viene sconfitto dalle controparti passate di Liu Kang e Kung Lao ed è costretto a risparmiarli dato che uccidendoli, cancellerebbe anche le loro versioni revenant al servizio di Kronika. Nel frattempo Hanzo aiuta Kuai Liang a smantellare una vecchia fabbrica di Lin Keui Cibernetici, riattivata dal Sektor del passato, che intende fornire a Kronika un esercito di cyborg. Durante la missione i due maestri si ritrovano ad affrontare altri alleati di Kronika, tra cui la vendicativa Frost (ora anche lei in parte cyborg), il redivivo Bi-Han, e Cyrax, che verrà in seguito liberato e li aiuterà a distruggere la fabbrica.
Successivamente, Hanzo offrirà al Raiden passato e agli altri eroi ospitalità presso i Giardini di Fuoco del suo clan. Hanzo e Kuai Liang vengono mandati nel Regno Occulto a reclutare il traghettatore Kharon, affinché li aiuti a raggiungere l'isola di Kronika. Mentre Sub-Zero fa ritorno da Raiden, Hanzo sconfigge D'Vorah, che stava torturando Kharon e in seguito è costretto ad affrontare il suo io passato. Alla fine Hanzo convince il giovane Scorpion a non farsi guidare dalla vendetta e ad unirsi ai Guerrieri della Terra. Proprio in quel momento, però, il Gran Maestro viene ucciso da D'Vorah, morendo fra le braccia di Scorpion, che gli giura di unirsi a Raiden per fermare Kronika. Scoprion si reca allora ai Giardini di Fuoco dove si ritrova costretto ad affrontare prima Sub-Zero e poi Raiden, che lo ritengono responsabile della morte di Hanzo. L'intervento di Liu Kang farà realizzare a Raiden come Kronika li abbia sempre manipolati e lo Scorpion passato viene infine accettato nel gruppo degli eroi; parteciperà alla battaglia finale combattendo al fianco di Kuai Liang.
Nell'espansione DLC Aftermath, lo scontro tra lo Scorpion Passato e Sub-Zero viene interrotto da Shang Tsung e Fujin, fratello di Raiden. I due, insieme al Nightwolf passato, sono stati mandati indietro nel tempo da Liu Kang, il quale ha effettivamente sconfitto Kronika distruggendo però la sua corona, essenziale per creare una Nuova Era. Kuai Liang non si fida di Shang Tsung, pertanto i due ninja mettono da parte le divergenze per fermarlo ma vengono entrambi sconfitti da Fujin. Anche in questo caso, lo Scorpion passato si unisce al gruppo di Raiden ma stranamente non lo si vede durante la battaglia finale. Come per gli altri personaggi, indipendentemente dalla vittoria di Liu Kang o Shang Tsung nel finale, il destino di Scorpion nella Nuova Era è ignoto.

### Terza linea temporale

#### Mortal Kombat 1
Nella nuova linea temporale creata da Liu Kang, Scorpion non è più Hanzo Hasashi ma la sua identità viene assunta da Kuai Liang, che nella timeline originale era il secondo Sub-Zero, succeduto a Bi-Han. Un giovane di nome Hanzo Hasashi compare comunque nel finale di Smoke, dove diviene un allievo del neonato clan Shirai Ryu. Scorpion viene mandato con Sub-Zero e Smoke nella fortezza di Shang Tsung per catturarlo, ma dopo alcuni combattimenti vengono sopraffatti dal generale Shao e dai suoi soldati. In seguito al tradimento di Bi-Han, Scorpion si ribella e atterra il fratello, Shao e Shang Tsung per poi scappare. Durante la fuga, si scontra prima con Rain e poi con Havik, che sconfigge dopo avergli sfregiato orribilmente il volto con del liquido bollente. Raggiunge Smoke e si apprestano a lasciare la fortezza quando compare Sub-Zero che si scontra col fratello. Nel combattimento, Sub-Zero ferisce all'occhio Scorpion (stessa cicatrice che Kuai Liang aveva nella precedente linea temporale), ma quest'ultimo riesce a sconfiggerlo. Insieme a Smoke poi fonda lo Shirai Ryu per proteggere il Regno della Terra al posto del Lin Kuei.

## Mosse finali
- Toasty! (Fatality): la fatality che più ha dato successo al personaggio. Scorpion si toglie la maschera, rivelando un teschio infuocato al posto della testa, poi sputa del fuoco all'avversario, incenerendolo. (MK, MKII, UMK3, MKT, MK4, MKG, MK:SM, MKvsDCU, MKIX, MKXL)
- Spear Slice (Fatality): Scorpion colpisce l'avversario con la punta del suo arpione, usandola a mo' di pugnale, infine gli taglia il busto. (MKII, MK:SM)
- Annihilation (Fatality): Scorpion si teletrasporta insieme all'avversario nella sua dimensione, dove ci sono tutti i membri del clan Shirai-Ryu, poi questi ultimi corrono verso l'avversario. Il resto viene censurato da una schermata nera. (UMK3, MKT)
- The Hand From Hell (Fatality): Scorpion evoca una gigantesca mano scheletrica e infuocata che si porta con sé l'avversario. (UMK3, MKT)
- Scorpion Sting (Fatality): Scorpion si trasforma in uno scorpione gigantesco, e con il pungiglione trafigge il petto dell'avversario e gli strappa il busto. Originariamente questa Fatality doveva essere un'Animality in UMK3 e in MKT, ma è venuta poi sostituita dal pinguino. (MK4, MKG)
- Spear Shot (Fatality): Scorpion lancia il suo arpione verso la testa dell'avversario, infilzandola. Dopo Scorpion ritrae il suo arpione, strappando la testa dell'avversario. (MK:DA)
- Spine Rip (Fatality): è la Fatality di Sub-Zero: Scorpion stacca la testa dell'avversario, con la colonna vertebrale attaccata. (MK:D, MK:U)
- Hellish Dismemberment (Fatality): Con il suo arpione, Scorpion strappa il braccio destro e la gamba sinistra dell'avversario, poi il ninja si avvicina ad esso e gli rompe il collo. (MK:D, MK:U)
- Lava Pool (Fatality): Scorpion sprofonda dentro in una pozzanghera di lava, poi compare ai piedi dell'avversario e lo trascina dentro. Infine, Scorpion butta fuori lo scheletro dell'avversario. (MKvsDCU)
- Split Decision (Fatality): Con la sua Mugai Ryu, Scorpion taglia il busto e la testa dell'avversario, poi dà un calcio al petto dell'avversario, separando il corpo dalla testa e dalle gambe, e la testa, ancora a mezz'aria verrà tagliata a metà da Scorpion. (MKIX)
- Nether Gates (Fatality): Scorpion infilza la spalla dell'avversario con la punta del suo arpione, poi crea un portale e ci butta dentro l'avversario. Infine, Scorpion crea un altro portale sopra di lui, di cui ne esce l'avversario, che ne rimane solo uno scheletro sanguinante. (MKIX)
- Stop Ahead (Fatality): Scorpion lancia una palla di fuoco verso l'avversario, bucandogli il petto (è possibile vedere un cuore che penzola dal petto bucato dell'avversario). Dopo che l'avversario si è chinato, Scorpion gli taglia letteralmente la faccia con la sua Mugai Ryu. (MKX)
- Who's Next? (Fatality): Scorpion fa comparire dietro di lui una gigantesca lapide, poi con il suo arpione strappa la testa dell'avversario e la lancia verso la lapide. Infine Scorpion lancia la sua Mugai Ryu verso la testa decapitata dell'avversario, facendola attaccare alla lapide. (MKX)
- Scorpion Doll Sale (Friendship): Scorpion estrae una bambola dalle sue stesse fattezze, e sullo schermo appare la scritta "Buy a Scorpion Doll". (MKII)
- You're Next: Scorpion, ricopertosi di fiamme, si lancia addosso all'avversario, distruggendone l'addome di cui rimane solo la spina dorsale. Estrae poi la sua spada, decapita l'avversario, e calcia la testa in aria, per poi infilzarla con il suo arpione. (MK11)
- Chain Reaction: Scorpion colpisce l'avversario col suo arpione che poi surriscalda. Si lancia poi in aria fino a tuffarsi nel terreno dietro all'avversario, avvolgendogli verticalmente la catena dell'arpione. Ritornato da terra davanti alla vittima, Scorpion tira il suo arpione come un'ardente frusta, tagliando l'avversario in due. (MK11)
- Skull-in-the-Box (Friendship): Scorpion tira fuori una scatola "Jack-in-the-Box", da cui esce uno scheletro a molla che spaventa l'avversario. (UMK3, MKT)
- Atomic Egg (Animality): Scorpion si trasforma in un pinguino e depone un uovo sotto le gambe dell'avversario, poi quell'uovo esplode insieme ad esso. (UMK3, MKT)
- Neck Snap (Hara-Kiri): Scorpion si china e si spezza il collo. (MK:D, MK:U)
- Raise Hell (Multality): Scorpion brucia tutti i nemici intorno a lui. (MK: SM)
- Searing Blade (Babality): Scorpion si trasforma in un bambino, dice "GET OVER HERE!" e lancia il suo arpione, salvo poi cadere a terra e mettersi a piangere. (MKIX)

## Altre apparizioni
- Fuori dalla serie Mortal Kombat, Scorpion appare come personaggio giocabile scaricabile nel videogioco picchiaduro Injustice: Gods Among Us, sempre sviluppato dai NetherRealm Studios.
- Appare come Skin alternativa in Psi-Ops: The Mindgate Conspiracy, videogioco sparatutto fantascientifico di Midway Games, ora nota come NetherRealm Studios[1]

## Popolarità
Scorpion è considerato da molti il personaggio più iconico e amato della serie Mortal Kombat, e il suo simbolo stesso. Inoltre, secondo alcuni sondaggi in rete, Scorpion è il personaggio preferito e più amato del gioco da uno degli sviluppatori (Ed Boon) e dalla maggior parte degli utenti del gioco; il suo personaggio è stato molto oggetto anche di merchandising (statuette, fumetti ecc.), in particolare nella Kollector's Edition di Mortal Kombat X.
Nonostante la rivalità fra Scorpion e il suo acerrimo nemico Sub-Zero sia andata scemando, nell'immaginario collettivo i due personaggi vengono sempre definiti come due estremi, due poli contrapposti nel mondo di gioco, e ciò viene sottolineato anche dai poteri dei personaggi (fuoco e ghiaccio), che nella stessa natura sono contrapposti.